# میشل مانگیاپلو
میشل مانگیاپلو (انگلیسی: Michele Mangiapelo؛ زادهٔ ۳۰ مهٔ ۱۹۸۶) بازیکن فوتبال اهل ایتالیا است.
از باشگاه‌هایی که در آن بازی کرده‌است می‌توان به باشگاه فوتبال فروزینونه و باشگاه فوتبال سمپدوریا اشاره کرد.